# Siężyr
Siężyr, Sężyr – staropolskie imię męskie, złożone z członów Się- (Sę-) i -żyr ("pokarm, czynnosć jedzenia, życie"). 